# Qu Bo
Qu Bo (en xinès: 曲波; en pinyin: Qū Bō) (Zaolin 1923 - Pequín 2002) fou un militar durant la segona Guerra sinojaponesa i escriptor xinès.

## Biografia
Qu Bo (曲波) va néixer el 1923 a la ciutat de Zaolin (枣林 庄), actualment el districte de Longkou (龙口), a la costa nord-est de Shandong.
El seu pare, Qu Chunyang (曲 春阳), era un petit empresari local que posseïa una fàbrica de teixits de cotó. El nen Qu Qingtao (曲 清 涛) va tenir així una educació clàssica en una escola privada; però el seu pare va fer fallida i el 1938, i als quinze anys, va haver de deixar d'estudiar.

### Experiència política-militar
El 1938 es va allistar al Vuitè Exèrcit de Ruta (八路军) una de les forces militars dirigida pel Partit. Comunista Xinès dins l'Exèrcit Nacional Revolucionari. Va ser allà on li van canviar el seu nom per Qu Bo.
El 1939 es va convertir en membre del Partit Comunista i quatre anys més tard, el 1943, durant la segona guerra sinojaponesa,va ser enviat a estudiar a la Universitat Militar i Política Anti-Japonesa de Jiaodong. Durant el seu temps lliure, escriu obres teatrals dirigides pels estudiants.
Al final dels seus estudis, va ser enviat a la primera línia de la regió de Jiaodong com a reporter de guerra per a un diari de l'exèrcit. Va ser ascendit a comissari polític i després cap de la secció política d'un regiment.
Després de la derrota japonesa, a finals de 1945, va ser enviat a Mudanjiang, al sud de Heilongjiang, on va arribar a principis de febrer de 1946; al capdavant d'un esquadró de 36 soldats, participa en operacions contra les bandes de bandolers, aliades amb les restes de l'exèrcit nacionalista.
El 1950, després que tot el país fos alliberat i pacificat, Qu Bo va deixar l'exèrcit i es va convertir en subdirector i secretari de la branca del partit d'una fabrica de locomotores a Heilongjiang. Després va ser ascendit a subdirector de l'oficina de disseny del ministeri del transport ferroviari i acabarà sent subdirector de l'oficina d'equipaments del mateix ministeri.

### Carrera literària
Va començar a escriure el 1952, en el seu temps lliure, una característica que va conservar al llarg de la seva vida: mai es va convertir en un escriptor professional, situant-se en la mateixa tradició –segons les seves pròpies paraules– que els grans escriptors clàssics que ell va admirar i que el van influir, inclòs l'autor de la novel·la "Els tres regnes", de Luo Guanzhong (罗贯中), la biografia del qual s'assembla estranyament a la seva.
Va morir a Pequín el juny del 2002, als 79 anys.

## Obres destacades
- 1957: 林海雪原 (Tracks in the Snowy Forest) Una emocionant història d'un petit grup de soldats que van entrar a les muntanyes nevades buscant i lluitant contra perillosos bandits. L'obra s'ha traduït a diversos idiomes com l'anglès, el rus, japonès, noruec i àrab. El 2014 se'n va fer una adaptació cinematogràfica, amb el títol "The Tak8ing of Tiger Mountain", amb guió de Huang Jianxin, dirigida per Hark Tsui i protagonitzada entre altres per Zhang Hangyu, Tony Leung Ka-fai i Ling Gengxin.[3]
- 1977: 山呼海啸 (Roar of the Mountains and the Seas).
- 1977: 戎萼碑 (Stele of Rong E)
- 1979: 桥隆飚 (Qiao Longbiao)